# Philereme corrugata
Philereme corrugata är en fjärilsart som beskrevs av Butler 1884. Philereme corrugata ingår i släktet Philereme och familjen mätare. Inga underarter finns listade i Catalogue of Life.